# Doorslaggevende stem
Een doorslaggevende stem is een stem die de doorslag geeft als de stemmen staken. Bijvoorbeeld de stem van de burgemeester geeft de doorslag als de stemmen staken in het college van burgemeester en wethouders.
In veel bestuurscolleges is de stem van de voorzitter een doorslaggevende stem.
In de Amerikaanse Senaat heeft de vicepresident alleen stemrecht als de stemmen staken, dus een doorslaggevende stem.